# Wer-weiss-was.de
wer-weiss-was ist eine seit April 1996 bestehende Frage-Antwort-Plattform, die einen kostenlosen Austausch von Wissen und Know-how nach dem Prinzip der Gegenseitigkeit ermöglicht.
Für registrierte Benutzer besteht die Möglichkeit, per E-Mail oder Web-Formular Fragen zu stellen. Benutzer können ihren Wissensstand in Fachgebieten in den Stufen Interessierter, Anfänger, Fortgeschrittener oder Experte selbst angeben. Es gibt kein Bewertungsverfahren für diese Einstufung. Die Anfragen und Antworten werden nur dann öffentlich gezeigt, wenn Fragender oder Antwortender dem zustimmen.
Neben der Frage-Antwort-Plattform gibt es ein moderiertes Forum mit etwa 170 nach Oberbegriffen gruppierten Themen-„Brettern“. Hier werden Themen ebenfalls nach dem Frage-Antwort-Prinzip behandelt. Antworten auf häufig gestellte Fragen werden brettweise in ein FAQ-Modul eingearbeitet.
Zum 15-jährigen Jubiläum im April 2011 waren über 500.000 Mitglieder registriert. Zwischen 1996 und 2011 wurden rund 5.000.000 Foren-Artikel geschrieben. Die FAQ umfasste rund 2.000 Einträge.

## Entwicklung
Die Internetplattform wer-weiss-was entstand im Rahmen der Network Competence Group, einer Arbeitsgruppe an der Universität Hamburg. Die Plattform wurde am 11. April 1996 online gestellt.
1999 verkauften die Gründer zu Beginn der New Economy an die damals aufstrebende Internet-Firma I-D Media. Die Gründer blieben als Berater und Entwickler bei der Plattform tätig. Parallel zu wer-weiss-was.de gründeten Jürgensen, Otto und Schuler zusammen mit Hanno Zulla 2001 die eigene Firma epublica, die unter anderem XING entwickelte. Nach dem Platzen der Dotcom-Blase erwarben die Gründer 2003 wer-weiss-was.de mit epublica zurück und betrieben es weiter. Am 22. Oktober 2007 gründeten ProSiebenSat.1 Media AG und epublica gemeinsam die wer-weiss-was GmbH. ProSiebenSat.1 Media hielt 74,8 Prozent der Anteile und epublica 25,2 Prozent. 2009 ging die wer-weiss-was GmbH zu 100 Prozent an die ProSiebenSat.1 Media AG.
Seit 2010 betrieb die wer-weiss-was GmbH thematisch eigene Satelliten-Websites, die auf der Expertenvermittlung von wer-weiss-was beruhten. Sie kooperierte dabei mit Medienangeboten wie der Fernsehsendung Galileo oder dem Sender Kabel eins.
Mitte 2015 wurde die Struktur des Forums, das sich in der Form an Newsreader anlehnte, durch eine Linearstruktur (Spaghettistränge) ersetzt. Seit der Umstellung ist die Basis des Forums die freie Software Discourse.
Von Januar 2019 bis Oktober 2020 wurde wer-weiss-was.de von der FutureTV Group GmbH aus Rostock betrieben. Die FutureTV Group GmbH hatte als Betreiber nur die Plattform von der ProSiebenSat.1 Media AG übernommen. Die wer-weiss-was GmbH verblieb bei ProSiebenSat.1 Media.
Vom 3. bis 5. September 2019 wurde das Portal relauncht. Die Plattform erhielt ein neues Design, ein neues Logo und eine neue Startseite. Zudem wurde der Zugang über 7Pass, den zentralen Anmeldedienst der ProSiebenSat.1 Media AG entfernt und die Discourse-Software auf die neuste Version angehoben.
Am 23. September 2020 stellte die FutureTV Group GmbH einen Antrag auf Eröffnung eines Insolvenzverfahrens. Vom Abend des 28. Oktober 2020 bis zum 13. November 2020 war die Seite wer-weiss-was.de nicht erreichbar. Nach einer dramatischen Rettungsaktion während einer weiteren Downtime vom 25. bis 29. November 2020 wurde auf wer-weiss-was.de bekanntgegeben, dass der Dienst nun von der Happy Story GmbH, München, betrieben wird.